# Eliminatórias para o Campeonato Africano das Nações de 2023
As Eliminatórias para o  Campeonato Africano das Nações de 2023 foi uma competição de futebol na qual são definidas as 24 seleções que participaram do Campeonato Africano das Nações de 2023. Costa do Marfim, apesar de classificado automaticamente como anfitrião, jogou o processo eliminatório como forma de obter prática competitiva. Participaram 54 seleções.

## Formato
Composta por duas etapas, as eliminatórias começaram com uma rodada preliminar, disputada em jogos de ida e volta, envolvendo 12 equipes determinadas pelo último ranking da FIFA. Os seis vencedores avançaram para a fase de grupos, juntando-se às 42 seleções restantes que entraram diretamente. As 48 equipes foram divididas em doze grupos de 4 equipes cada e os dois primeiros colocados de cada grupo ganharam um ingresso para a fase final em 2023, na Costa do Marfim.

## Calendário
O calendário compreendeu as seguintes datas:
| Fase              | Rodada   | Datas                   |
| ----------------- | -------- | ----------------------- |
| Rodada preliminar | Ida      | 23-24 de março de 2022  |
| Rodada preliminar | Volta    | 27-29 de março de 2022  |
| Fase de grupos    | Primeira | 1 – 13 de junho de 2022 |
| Fase de grupos    | Segunda  | 1 – 13 de junho de 2022 |
| Fase de grupos    | Terceira | Março de 2023           |
| Fase de grupos    | Quarta   | Março de 2023           |
| Fase de grupos    | Quinta   | Junho de 2023           |
| Fase de grupos    | Sexta    | Outubro de 2023         |

## Sorteio
O sorteio foi realizado em 19 de abril de 2022, em Joanesburgo, África do Sul. A distribuição dos potes levou em consideração o ranking da FIFA publicado em 31 de março de 2022 (indicado entre parênteses), adquirindo a composição abaixo. Eritreia e Somália, as duas piores colocadas do continente, optaram em não participar e não compuseram os potes do sorteio.
| Pote 1 | Pote 2 | Pote 3 | Pote 4 |
| --- | --- | --- | --- |
| - Senegal (20) - Marrocos (24) - Nigéria (30) - Egito (32) - Tunísia (35) - Camarões (37) - Argélia (44) - Mali (52) - Costa do Marfim (53) - Burquina Fasso (56) - Gana (60) - RD Congo (67) | - África do Sul (69) - Cabo Verde (71) - Guiné (80) - Gabão (81) - Benim (84) - Uganda (86) - Zâmbia (87) - Congo (98) - Guiné Equatorial (99) - Madagascar (102) - Quénia (104) - Serra Leoa (108) | - Namíbia (112) - Mauritânia (113) - Guiné-Bissau (115) - Níger (116) - Líbia (117) - Moçambique (119) - Malawi (120) - Togo (121) - Zimbabwe (122) - Gâmbia (123) - Angola (126) - Comores (128) | - Tanzânia (130) - República Centro-Africana (131) - Sudão (132) - Ruanda (136) - Burundi (139) - Etiópia (140) - Essuatíni (143) - Lesoto (145) - Botsuana (148) - Libéria (149) - Sudão do Sul (161) - São Tomé e Príncipe (189) |

O anfitrião da competição, Costa do Marfim, participou das eliminatórias mesmo estando classificado para o torneio final, o que significa que somente o melhor colocado do grupo da Costa do Marfim irá se classificar para o torneio final. As partidas da Costa do Marfim irão contar para determinar a qualificação dos outros times do seu grupo.
Quênia e Zimbabué foram incluídos no sorteio apesar de estarem temporariamente suspensos pela FIFA de todos as atividades de futebol internacionais. Em 23 de maio de 2022, a CAF anunciou que ambos os times foram desqualificados das eliminatórias.
|  | Equipes classificadas para o Campeonato Africano das Nações de 2023 |
|  | Equipes eliminadas                                                  |

## Rodada preliminar
Os seis vencedores avançaram para a fase de grupos.
| Equipe 1            | Total | Equipe 2     | 1.º jogo  | 2.º jogo  |
| ------------------- | ----- | ------------ | --------- | --------- |
| Eritreia            | awd.  | Botsuana     | Cancelado | Cancelado |
| São Tomé e Príncipe | 4–3   | Maurícia     | 1–0       | 3–3       |
| Djibouti            | 2–5   | Sudão do Sul | 2–4       | 0–1       |
| Seicheles           | 1–3   | Lesoto       | 0–0       | 1–3       |
| Somália             | 1–5   | Essuatíni    | 0–3       | 1–2       |
| Chade               | 2–3   | Gâmbia       | 0–1       | 2–2       |

## Fase de grupos
As duas melhores equipes de cada grupo se classificaram para a 34ª edição do Campeonato Africano das Nações.
|  | Equipes classificadas para o Campeonato Africano das Nações de 2023 |
|  | Equipes eliminadas                                                  |

### Grupo A
| Pos | Equipe              | Pts | J | V | E | D | GP | GC | SG  | Classificado                           |      | NGA | GNB | SLE | STP |
| --- | ------------------- | --- | - | - | - | - | -- | -- | --- | -------------------------------------- | ---- | --- | --- | --- | --- |
| 1   | Nigéria             | 15  | 6 | 5 | 0 | 1 | 22 | 4  | +18 | Campeonato Africano das Nações de 2023 |      | —   | 0–1 | 2–1 | 6–0 |
| 2   | Guiné-Bissau        | 13  | 6 | 4 | 1 | 1 | 11 | 5  | +6  | Campeonato Africano das Nações de 2023 |      | 0–1 | —   | 2–1 | 5–1 |
| 3   | Serra Leoa          | 5   | 6 | 1 | 2 | 3 | 10 | 11 | −1  |                                        |      | 2–3 | 2–2 | —   | 2–2 |
| 4   | São Tomé e Príncipe | 1   | 6 | 0 | 1 | 5 | 3  | 26 | −23 |                                        | 0–10 | 0–1 | 0–2 | —   |     |

### Grupo B
| Pos | Equipe         | Pts | J | V | E | D | GP | GC | SG | Classificado                           |     | BFA | CPV | TOG | ESW |
| --- | -------------- | --- | - | - | - | - | -- | -- | -- | -------------------------------------- | --- | --- | --- | --- | --- |
| 1   | Burquina Fasso | 11  | 6 | 3 | 2 | 1 | 8  | 5  | +3 | Campeonato Africano das Nações de 2023 |     | —   | 2–0 | 1–0 | 0–0 |
| 2   | Cabo Verde     | 10  | 6 | 3 | 1 | 2 | 7  | 6  | +1 | Campeonato Africano das Nações de 2023 |     | 3–1 | —   | 2–0 | 0–0 |
| 3   | Togo           | 8   | 6 | 2 | 2 | 2 | 8  | 8  | 0  |                                        |     | 1–1 | 3–2 | —   | 2–2 |
| 4   | Essuatíni      | 3   | 6 | 0 | 3 | 3 | 3  | 8  | −5 |                                        | 1–3 | 0–1 | 0–2 | —   |     |

### Grupo C
| Pos | Equipe   | Pts | J | V | E | D | GP | GC | SG | Classificado                           |  | CMR   | NAM   | BDI   | KEN   |
| --- | -------- | --- | - | - | - | - | -- | -- | -- | -------------------------------------- |  | ----- | ----- | ----- | ----- |
| 1   | Camarões | 7   | 4 | 2 | 1 | 1 | 6  | 3  | +3 | Campeonato Africano das Nações de 2023 |  | —     | 1–1   | 3–0   | Canc. |
| 2   | Namíbia  | 5   | 4 | 1 | 2 | 1 | 6  | 6  | 0  | Campeonato Africano das Nações de 2023 |  | 2–1   | —     | 1–1   | Canc. |
| 3   | Burundi  | 4   | 4 | 1 | 1 | 2 | 4  | 7  | −3 |                                        |  | 0–1   | 3–2   | —     | Canc. |
| 4   | Quénia   | 0   | 0 | 0 | 0 | 0 | 0  | 0  | 0  | Desqualificado                         |  | Canc. | Canc. | Canc. | —     |

### Grupo D
| Pos | Equipe  | Pts | J | V | E | D | GP | GC | SG | Classificado                           |     | EGY | GUI | MWI | ETH |
| --- | ------- | --- | - | - | - | - | -- | -- | -- | -------------------------------------- | --- | --- | --- | --- | --- |
| 1   | Egito   | 15  | 6 | 5 | 0 | 1 | 10 | 3  | +7 | Campeonato Africano das Nações de 2023 |     | —   | 1–0 | 2–0 | 1–0 |
| 2   | Guiné   | 10  | 6 | 3 | 1 | 2 | 9  | 7  | +2 | Campeonato Africano das Nações de 2023 |     | 1–2 | —   | 1–0 | 2–0 |
| 3   | Malawi  | 5   | 6 | 1 | 2 | 3 | 4  | 10 | −6 |                                        |     | 0–4 | 2–2 | —   | 2–1 |
| 4   | Etiópia | 4   | 6 | 1 | 1 | 4 | 5  | 8  | −3 |                                        | 2–0 | 2–3 | 0–0 | —   |     |

### Grupo E
| Pos | Equipe                    | Pts | J | V | E | D | GP | GC | SG | Classificado                           |     | GHA | ANG | CTA | MAD |
| --- | ------------------------- | --- | - | - | - | - | -- | -- | -- | -------------------------------------- | --- | --- | --- | --- | --- |
| 1   | Gana                      | 12  | 6 | 3 | 3 | 0 | 8  | 3  | +5 | Campeonato Africano das Nações de 2023 |     | —   | 1–0 | 2–1 | 3–0 |
| 2   | Angola                    | 9   | 6 | 2 | 3 | 1 | 6  | 5  | +1 | Campeonato Africano das Nações de 2023 |     | 1–1 | —   | 2–1 | 0–0 |
| 3   | República Centro-Africana | 7   | 6 | 2 | 1 | 3 | 9  | 7  | +2 |                                        |     | 1–1 | 1–2 | —   | 2–0 |
| 4   | Madagascar                | 3   | 6 | 0 | 3 | 3 | 1  | 9  | −8 |                                        | 0–0 | 1–1 | 0–3 | —   |     |

### Grupo F
| Pos | Equipe   | Pts | J | V | E | D | GP | GC | SG | Classificado                           |     | ALG | TAN | UGA | NIG |
| --- | -------- | --- | - | - | - | - | -- | -- | -- | -------------------------------------- | --- | --- | --- | --- | --- |
| 1   | Argélia  | 16  | 6 | 5 | 1 | 0 | 9  | 2  | +7 | Campeonato Africano das Nações de 2023 |     | —   | 0–0 | 2–0 | 2–1 |
| 2   | Tanzânia | 8   | 6 | 2 | 2 | 2 | 3  | 4  | −1 | Campeonato Africano das Nações de 2023 |     | 0–2 | —   | 0–1 | 1–0 |
| 3   | Uganda   | 7   | 6 | 2 | 1 | 3 | 5  | 6  | −1 |                                        |     | 1–2 | 0–1 | —   | 1–1 |
| 4   | Níger    | 2   | 6 | 0 | 2 | 4 | 3  | 8  | −5 |                                        | 0–1 | 1–1 | 0–2 | —   |     |

### Grupo G
| Pos | Equipe       | Pts | J | V | E | D | GP | GC | SG  | Classificado                           |     | MLI | GAM | CGO | SSD |
| --- | ------------ | --- | - | - | - | - | -- | -- | --- | -------------------------------------- | --- | --- | --- | --- | --- |
| 1   | Mali         | 15  | 6 | 5 | 0 | 1 | 15 | 2  | +13 | Campeonato Africano das Nações de 2023 |     | —   | 2–0 | 4–0 | 4–0 |
| 2   | Gâmbia       | 10  | 6 | 3 | 1 | 2 | 7  | 7  | 0   | Campeonato Africano das Nações de 2023 |     | 1–0 | —   | 2–2 | 1–0 |
| 3   | Congo        | 7   | 6 | 2 | 1 | 3 | 5  | 10 | −5  |                                        |     | 0–2 | 1–0 | —   | 1–2 |
| 4   | Sudão do Sul | 3   | 6 | 1 | 0 | 5 | 5  | 13 | −8  |                                        | 1–3 | 2–3 | 0–1 | —   |     |

### Grupo H
| Pos | Equipe          | Pts | J | V | E | D | GP | GC | SG | Classificado                           |     | ZAM | CIV | COM | LES |
| --- | --------------- | --- | - | - | - | - | -- | -- | -- | -------------------------------------- | --- | --- | --- | --- | --- |
| 1   | Zâmbia          | 13  | 6 | 4 | 1 | 1 | 12 | 6  | +6 | Campeonato Africano das Nações de 2023 |     | —   | 3–0 | 2–1 | 3–1 |
| 2   | Costa do Marfim | 13  | 6 | 4 | 1 | 1 | 9  | 5  | +4 | Campeonato Africano das Nações de 2023 |     | 3–1 | —   | 3–1 | 1–0 |
| 3   | Comores         | 7   | 6 | 2 | 1 | 3 | 6  | 8  | −2 |                                        |     | 1–1 | 0–2 | —   | 2–0 |
| 4   | Lesoto          | 1   | 6 | 0 | 1 | 5 | 1  | 9  | −8 |                                        | 0–2 | 0–0 | 0–1 | —   |     |

### Grupo I
| Pos | Equipe     | Pts | J | V | E | D | GP | GC | SG | Classificado                           |     | COD | MTN | GAB | SDN |
| --- | ---------- | --- | - | - | - | - | -- | -- | -- | -------------------------------------- | --- | --- | --- | --- | --- |
| 1   | RD Congo   | 12  | 6 | 4 | 0 | 2 | 11 | 4  | +7 | Campeonato Africano das Nações de 2023 |     | —   | 3–1 | 0–1 | 2–0 |
| 2   | Mauritânia | 10  | 6 | 3 | 1 | 2 | 9  | 7  | +2 | Campeonato Africano das Nações de 2023 |     | 0–3 | —   | 2–1 | 3–0 |
| 3   | Gabão      | 7   | 6 | 2 | 1 | 3 | 3  | 5  | −2 |                                        |     | 0–2 | 0–0 | —   | 1–0 |
| 4   | Sudão      | 6   | 6 | 2 | 0 | 4 | 3  | 10 | −7 |                                        | 2–1 | 0–3 | 1–0 | —   |     |

1. ↑  A CAF concedeu à RD Congo uma vitória por 3-0 como resultado da Mauritânia ter colocado em campo o jogador inelegível Khadim Diaw, depois que a partida terminou com um empate em 1-1. Diaw não seguiu o procedimento adequado para trocar de seleção nacional depois de representar anteriormente a Senegal durante a Eliminatórias para o Campeonato Africano das Nações de 2021.[4]

### Grupo J
| Pos | Equipe           | Pts | J | V | E | D | GP | GC | SG  | Classificado                           |     | TUN | EQG | BOT | LBY |
| --- | ---------------- | --- | - | - | - | - | -- | -- | --- | -------------------------------------- | --- | --- | --- | --- | --- |
| 1   | Tunísia          | 13  | 6 | 4 | 1 | 1 | 11 | 1  | +10 | Campeonato Africano das Nações de 2023 |     | —   | 4–0 | 3–0 | 3–0 |
| 2   | Guiné Equatorial | 13  | 6 | 4 | 1 | 1 | 9  | 7  | +2  | Campeonato Africano das Nações de 2023 |     | 1–0 | —   | 2–0 | 2–0 |
| 3   | Botsuana         | 4   | 6 | 1 | 1 | 4 | 3  | 9  | −6  |                                        |     | 0–0 | 2–3 | —   | 1–0 |
| 4   | Líbia            | 4   | 6 | 1 | 1 | 4 | 2  | 8  | −6  |                                        | 0–1 | 1–1 | 1–0 | —   |     |

### Grupo K
| Pos | Equipe        | Pts | J | V | E | D | GP | GC | SG | Classificado                           |  | MAR   | RSA   | LBR   | ZIM   |
| --- | ------------- | --- | - | - | - | - | -- | -- | -- | -------------------------------------- |  | ----- | ----- | ----- | ----- |
| 1   | Marrocos      | 9   | 4 | 3 | 0 | 1 | 8  | 3  | +5 | Campeonato Africano das Nações de 2023 |  | —     | 2–1   | 3–0   | Canc. |
| 2   | África do Sul | 7   | 4 | 2 | 1 | 1 | 7  | 6  | +1 | Campeonato Africano das Nações de 2023 |  | 2–1   | —     | 2–2   | Canc. |
| 3   | Libéria       | 1   | 4 | 0 | 1 | 3 | 3  | 9  | −6 |                                        |  | 0–2   | 1–2   | —     | Canc. |
| 4   | Zimbabwe      | 0   | 0 | 0 | 0 | 0 | 0  | 0  | 0  | Desqualificado                         |  | Canc. | Canc. | Canc. | —     |

### Grupo L
| Pos | Equipe     | Pts | J | V | E | D | GP | GC | SG | Classificado                           |     | SEN | MOZ | BEN | RWA |
| --- | ---------- | --- | - | - | - | - | -- | -- | -- | -------------------------------------- | --- | --- | --- | --- | --- |
| 1   | Senegal    | 14  | 6 | 4 | 2 | 0 | 12 | 4  | +8 | Campeonato Africano das Nações de 2023 |     | —   | 5–1 | 3–1 | 1–1 |
| 2   | Moçambique | 10  | 6 | 3 | 1 | 2 | 8  | 9  | −1 | Campeonato Africano das Nações de 2023 |     | 0–1 | —   | 3–2 | 1–1 |
| 3   | Benim      | 5   | 6 | 1 | 2 | 3 | 8  | 9  | −1 |                                        |     | 1–1 | 0–1 | —   | 1–1 |
| 4   | Ruanda     | 3   | 6 | 0 | 3 | 3 | 3  | 9  | −6 |                                        | 0–1 | 0–2 | 0–3 | —   |     |

1. ↑  A CAF concedeu ao Benin uma vitória por 3-0 como resultado de Ruanda colocar em campo o jogador inelegível Kevin Muhire, depois que a partida terminou com um empate em 1-1. Muhire não cumpriu suspensão de um jogo após receber dois cartões amarelos nas eliminatórias.[5]

## Seleções classificadas

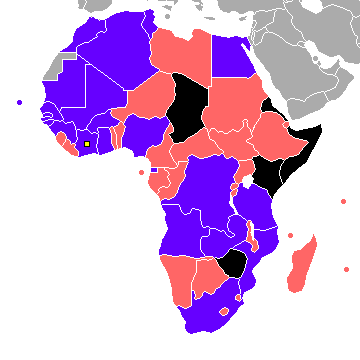
Classificado
Não se classificou
Desistiu ou não entrou
Não filiado à CAF

| País             | Classificado como   | Data da classificação  | Participação | Melhor resultado                                  |
| ---------------- | ------------------- | ---------------------- | ------------ | ------------------------------------------------- |
| Costa do Marfim  | Anfitrião           | 8 de janeiro de 2019   | 25ª          | Campeã (1992, 2015)                               |
| Marrocos         | Vencedor do Grupo K | 24 de março de 2023    | 19ª          | Campeã (1976)                                     |
| Argélia          | Grupo F             | 27 de março de 2023    | 20ª          | Campeã (1990, 2019)                               |
| África do Sul    | Grupo K             | 28 de março de 2023    | 11ª          | Campeã (1996)                                     |
| Senegal          | Vencedor do Grupo L | 28 de março de 2023    | 17ª          | Campeã (2021)                                     |
| Burquina Fasso   | Grupo B             | 28 de março de 2023    | 13ª          | 2º lugar (2013)                                   |
| Tunísia          | Grupo J             | 28 de março de 2023    | 21ª          | Campeã (2004)                                     |
| Egito            | Vencedor do Grupo D | 14 de junho de 2023    | 26ª          | Campeã (1957, 1959, 1986, 1998, 2006, 2008, 2010) |
| Zâmbia           | Grupo H             | 18 de junho de 2023    | 21ª          | Campeã (2012)                                     |
| Guiné Equatorial | Grupo J             | 17 de junho de 2023    | 4ª           | 4º lugar (2015)                                   |
| Nigéria          | Grupo A             | 18 de junho de 2023    | 20ª          | Campeã (1980, 1994, 2013)                         |
| Guiné-Bissau     | Grupo A             | 18 de junho de 2023    | 4ª           | Grupos (2017, 2019, 2021)                         |
| Cabo Verde       | Grupo B             | 18 de junho de 2023    | 4ª           | Quartas (2013)                                    |
| Mali             | Vencedor do Grupo G | 18 de junho de 2023    | 13ª          | 2º lugar (1972)                                   |
| Guiné            | Grupo D             | 18 de junho de 2023    | 14ª          | 2º lugar (1976)                                   |
| Gana             | Vencedor do Grupo E | 7 de setembro de 2023  | 23ª          | Campeã (1963, 1965, 1978, 1982)                   |
| Angola           | Grupo E             | 7 de setembro de 2023  | 8ª           | Quartas (2008, 2010)                              |
| Tanzânia         | Grupo F             | 7 de setembro de 2023  | 2ª           | Grupos (1980, 2019)                               |
| Moçambique       | Grupo L             | 9 de setembro de 2023  | 4ª           | Grupos (1986, 1996), (1998, 2010)                 |
| RD Congo         | Vencedor do Grupo I | 9 de setembro de 2023  | 19ª          | Campeã (1968, 1974)                               |
| Mauritânia       | Grupo I             | 9 de setembro de 2023  | 3ª           | Grupos (2019, 2021)                               |
| Gâmbia           | Grupo G             | 10 de setembro de 2023 | 2ª           | Quartas (2021)                                    |
| Camarões         | Vencedor do Grupo C | 12 de setembro de 2023 | 21ª          | Campeã (1984, 1988, 2000, 2002, 2017)             |
| Namíbia          | Grupo C             | 12 de setembro de 2023 | 4ª           | Grupos(1998, 2008, 2019)                          |